# Новомихайловка (Ромненский район)
Новомихайловка — упразднённое село в Ромненском районе Амурской области, Россия. Исключено из учётных данных в 1974 году.

## География
Село располагалось на левом берегу реки Белая, на расстоянии примерно 2 километров (по прямой) к югу от села Святоруссовка.

## История
Село возникло в 1902 году. По данным на 1916 год деревня Михайловская состояла из 47 дворов (население составляло 324 человека) и входил в состав Вознесенской волости 6-го стана Амурского уезда Амурской области.
По данным 1926 года в деревне Ново-Михайловка имелось 72 хозяйства (64 крестьянского типа и 8 прочих) и проживал 396 человек (203 мужчины и 193 женщины). В национальном составе населения преобладали украинцы. В административном отношении входила в состав Кузьмичевовского сельсовета Александровского района Амурского округа Дальневосточного края.
Решением Амурского исполкома от 7 июня 1974 года № 253, село Новомихайловка исключено из учётных данных как несуществующее.